# Liste der Stolpersteine in Münsterdorf

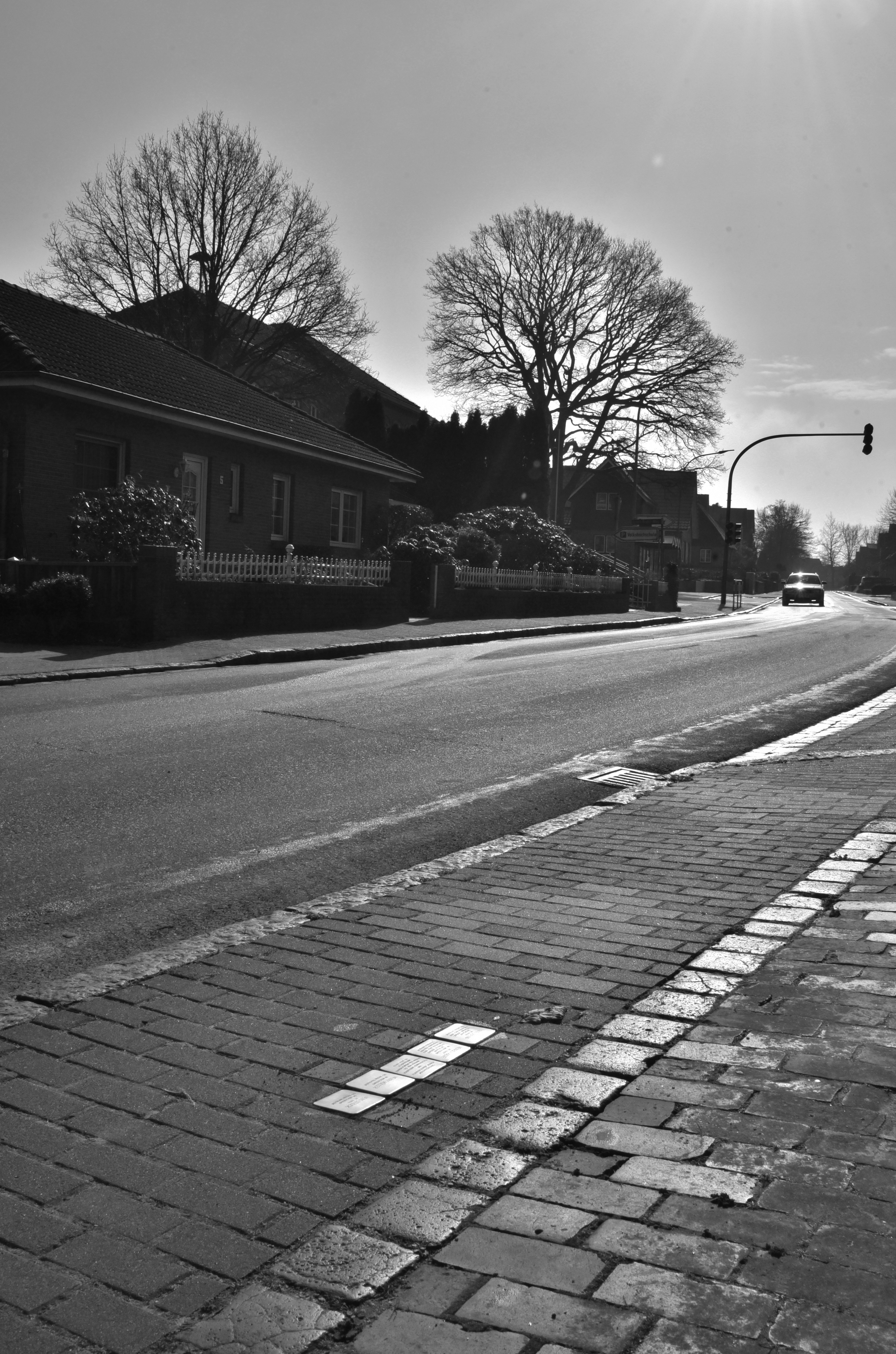
Stolpersteine in Münsterdorf

Die Liste der Stolpersteine in Münsterdorf enthält die Stolpersteine, die vom Kölner Künstler Gunter Demnig im schleswig-holsteinischen Münsterdorf verlegt wurden. Stolpersteine erinnern an das Schicksal der Menschen, die von den Nationalsozialisten ermordet, deportiert, vertrieben oder in den Suizid getrieben wurden. Sie liegen im Regelfall vor dem letzten selbstgewählten Wohnsitz des Opfers, hier jedoch ausnahmsweise am Tatort der nationalsozialistischen Verbrechen.
Die ersten Verlegungen in Münsterdorf erfolgten am 15. Februar 2019.

## Münsterdorfer Sägebockaktion
Im Rahmen der sogenannten Machtergreifung Ende Januar 1933 überfielen und drangsalierten Nationalsozialisten im ganzen Reich politische Gegner, Juden und andere Minderheiten. Auch in Schleswig-Holstein fanden mehr oder minder systematische Übergriffe statt. In Münsterdorf im Kreis Steinburg galt einer dieser Angriffe sozialdemokratischen Angehörigen des Reichsbanners, gegründet 1924 von den drei Parteien SPD, Zentrum und DDP. Dieser Wehrverband setzte sich die Verteidigung der Demokratie in der Weimarer Republik ein, hatte mehr als 3,5 Millionen Mitglieder und bildete 1931 mit den Freien Gewerkschaften und anderen Verbänden die Eiserne Front.

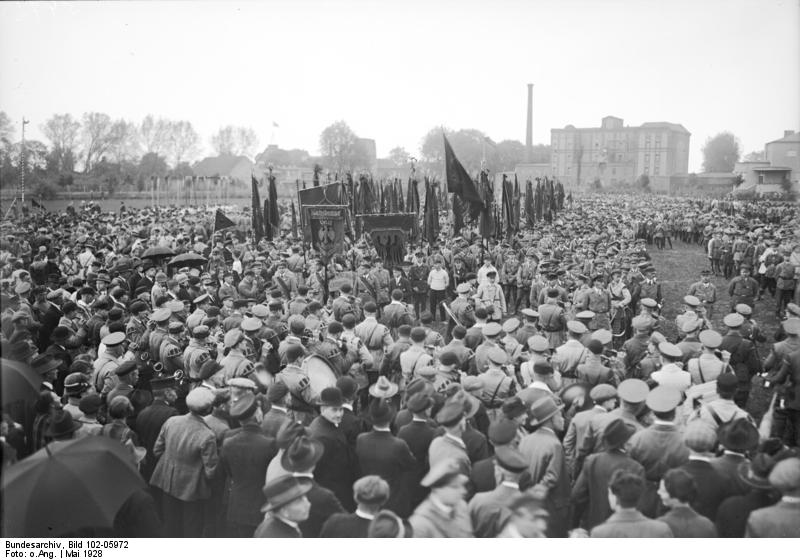
Gautag 1928 des Reichsbanners in Brandenburg an der Havel

Nach der Ernennung Hitlers zum Reichskanzler begann die SA sofort damit, unliebsame Personen ohne rechtsstaatliche Legitimation zu verhaften, zu verhören und zu foltern. So zerschlugen Nationalsozialisten auch die Münsterdorfer Ortsgruppe des Reichsbanners. Vertreter der Arbeiterbewegung gelang es aber, Fahne und Fahnenstange vor dem Zugriff der NSDAP zu retten. Es waren der Maurer Hannes Glashoff und der spätere Gemeindearbeiter Heinrich Heesch, die sich diese gefährliche Aufgabe teilten. Die Fahnenstange wurde hinter dem Schornstein auf dem Dachboden von Hersch versteckt, der Fahnenstoff wurde auf dem Glashoffschen Grundstück vergraben. Die Brutalität der NS-Vertreter sollte Furcht und Schrecken verbreiten und selbst Andersdenkende gefügig machen. In Elmshorn, Itzehoe und Kellinghusen wurden Regimegegner über den Sägebock gelegt und so lange geschlagen, bis sie bewusstlos wurden, ebenso in Münsterdorf. Hier wurde jedoch statt des Sägebocks ein sogenannter Kegelpoller verwendet.
An einem Sonntagmorgen im Juli 1933, es war der 16. Juli, veranstalteten SA- und SS-Männer eine Razzia in Münsterdorf. Gesucht wurde ein angebliches Waffenlager des Reichsbanners, welches es aber nicht gab. Daher konnte man die Informationen auch nicht aus den widerrechtlich Verhafteten herausprügeln. Federführend bei dieser Aktion, die in der Gaststätte Krug zum Grünen Kranz stattfand waren drei SA-Männer aus Itzehoe. Sie konzentrierten sich auf die Reichsbannermitglieder Kaste, Möller und Struck, die ihre Unschuld beteuerten. Der Hauptmann: „Hier Du Schwein, riech mal. Das ist echtes Nilpferdleder. Na, die wirst Du gleich zu spüren bekommen.“ Die widerrechtlich Verhafteten wurden nunmehr mit diesen Nilpferdpeitschen geschlagen. Eine spätere Zeugenaussage vor Gericht: „Die haben uns geschlagen, bis das Fleisch in Fetzen vom Rücken hing.“ Einer der SA-Männer, Heiner von Holt, war von der Brutalität seiner Kameraden überrascht und angewidert. Im Flur der Gaststätte löste er seinen Schulterriemen vom vorderen Karabinerhaken mit den Worten „Das habe ich nicht gewollt, das mache ich nicht mehr mit“.

## Liste der Stolpersteine
Die Tabelle ist teilweise sortierbar; die Grundsortierung erfolgt alphabetisch nach dem Familiennamen des Opfers.
| Stolperstein | Inschrift | Standort          | Name, Leben                                                            |
| ------------ | --- | ----------------- | ---------------------------------------------------------------------- |
|              | 'SÄGEBOCKAKTION' MEHRERE MÜNSTERDORFER UND REICHSBANNER-MITGLIEDER WURDEN VON SA IM KRUG ZUM GRÜNEN KRANZ MISSHANDELT 16. JULI 1933 | Kirchenstraße 8 · | Münsterdorfer Sägebockaktion fand am 16. Juli 1933 statt (siehe oben). |
|              | OTTO DÜRING JG. 1899 ÜBERFÜHRT GEFÄNGNIS ITZEHOE ENTLASSEN JULI 1933 SA-AKTION ÜBERLEBT                                             | Kirchenstraße 8 · | Otto Düring                                                            |
|              | HEINRICH KASTE JG. 1907 IM WIDERSTAND ÜBERFÜHRT GEFÄNGNIS ITZEHOE ENTLASSEN JULI 1933 SCHIKANEN FOLGTEN SA-AKTION ÜBERLEBT          | Kirchenstraße 8 · | Heinrich Kaste                                                         |
|              | HENRY MÖLLER IM WIDERSTAND SA-AKTION ÜBERLEBT                                                                                       | Kirchenstraße 8 · | Henry Möller                                                           |
|              | HANS STRUCK JG. 1908 IM WIDERSTAND SA-AKTION ÜBERLEBT                                                                               | Kirchenstraße 8 · | Hans Struck                                                            |

## Verlegedatum
- 15. Februar 2019[2]